# Туркмени
Туркмените, или по-рядко тюркмени, са сред най-старите тюркски народи. 
Днес туркмените са около 6,8 милиона души. Живеят предимно в Туркменистан (където са около 85% от населението), Ирак, Иран, Афганистан и Русия.

## Туркмени в Русия
Броя на туркмените в Русия през 2002 година е 33 053 души, най-много те са във: Ставрополския край – 13 900 души, в Москва – 2200 души, в Астраханска област 1300 души.